# Lago Patria
Lago Patria is een plaats (frazione) in de Italiaanse gemeente Giugliano in Campania. In deze plaats bevindt zich de archeologische site Liternum, met resten van een voormalige Romeinse stad.